# イーハトーブマイル
イーハトーブマイルは岩手県競馬組合が盛岡競馬場で施行する地方競馬の重賞競走である。正式名称は「盛岡市長杯 イーハトーブマイル」。

## 概要
2013年に3歳馬限定の重賞競走「ホテルメトロポリタン盛岡杯 イーハトーブマイル」として創設。創設時の施行場・コースは盛岡競馬場ダート1600mだった。
2016年、岩手競馬の重賞格付け制度の開始によりM3に格付けされた。2018年に一旦準重賞に降格されたが、翌2019年にM3の重賞に戻った。なお、準重賞時も回次は付されており、通算されている。
2018年までは施行時期が9月で、不来方賞の前哨戦の意味合いがあった。重賞に再昇格された2019年から11月に移り、その年最後の3歳馬限定重賞となったが、2021年に施行時期が再度変更され8月に行われた。
2022年からは施行時期が5月に、施行場が水沢競馬場にそれぞれ変更され、競走名が「みちのく爽やか杯 イーハトーブマイル」となる。翌2023年は「奥州市長杯 イーハトーブマイル」の名称で行われた。2024年より盛岡競馬場での開催に戻り、名称が「盛岡市長杯 イーハトーブマイル」となっている。

### 条件・賞金等（2025年）
出走条件
サラブレッド系3歳、岩手所属
負担重量
56kg、牝馬2kg減を基本に、格付賞金1000万円以上1500万円未満は1kg、同1500万円以上2000万円未満は2kg、同2000万円以上は3kgの負担増となる。
賞金等
賞金額は1着350万円、2着122万5000円、3着70万円、4着45万5000円、5着24万5000円で、着外手当は3万5000円。
副賞
盛岡市長賞、開催執務委員長賞。

## 歴代優勝馬
全てダートコースでの施行。第6回は準重賞。
| 回 | 施行日        | 競馬場 | 距離  | 優勝馬             | 性齢 | 所属 | タイム | 優勝騎手   | 管理調教師 | 馬主               |
| -- | ------------- | ------ | ----- | ------------------ | ---- | ---- | ------ | ---------- | ---------- | ------------------ |
| 1  | 2013年9月21日 | 盛岡   | 1600m | テンショウリバイヴ | 牡3  | 水沢 | 1:38.8 | 山本聡哉   | 畠山信一   | 高橋昇市           |
| 2  | 2014年9月20日 | 盛岡   | 1600m | オールドバルディー | 牡3  | 盛岡 | 1:40.4 | 関本淳     | 櫻田浩樹   | 山本武司           |
| 3  | 2015年9月19日 | 盛岡   | 1600m | シークロム         | 牡3  | 水沢 | 1:37.8 | 村上忍     | 千葉幸喜   | 大久保和夫         |
| 4  | 2016年9月17日 | 盛岡   | 1600m | エンパイアペガサス | 牡3  | 水沢 | 1:40.1 | 村上忍     | 佐藤祐司   | 佐藤信廣           |
| 5  | 2017年9月16日 | 盛岡   | 1600m | キングジャガー     | 牡3  | 水沢 | 1:39.4 | 高橋悠里   | 板垣吉則   | 廣松金次           |
| 6  | 2018年9月15日 | 盛岡   | 1600m | サンエイキャピタル | 牡3  | 水沢 | 1:38.9 | 菅原辰徳   | 瀬戸幸一   | 鈴木雅俊           |
| 7  | 2019年11月3日 | 盛岡   | 1600m | ヤマショウブラック | 牡3  | 水沢 | 1:38.6 | 高松亮     | 小林俊彦   | 山下勇             |
| 8  | 2020年11月8日 | 盛岡   | 1600m | セシール           | 牝3  | 水沢 | 1:37.7 | 岩本怜     | 三野宮通   | （株）アプエンテ   |
| 9  | 2021年8月22日 | 盛岡   | 1600m | マツリダスティール | 牡3  | 水沢 | 1:39.3 | 村上忍     | 菅原勲     | 高橋文枝           |
| 10 | 2022年5月29日 | 水沢   | 1600m | フジクラウン       | 牡3  | 水沢 | 1:42.7 | 菅原辰徳   | 瀬戸幸一   | （有）富士ファーム |
| 11 | 2023年5月28日 | 水沢   | 1600m | ケープライト       | 牝3  | 水沢 | 1:43.8 | 山本聡哉   | 佐藤浩一   | 島川隆哉           |
| 12 | 2024年5月19日 | 盛岡   | 1600m | レッドオパール     | 牝3  | 水沢 | 1:40.9 | 山本聡哉   | 菅原勲     | 村上聡藏           |
| 13 | 2025年5月25日 | 盛岡   | 1600m | ユウユウコラソン   | 牡3  | 水沢 | 1:39.2 | 佐々木志音 | 佐藤祐司   | 北原大史           |

### 競走結果の出典
- イーハトーブマイル　歴代優勝馬 - 地方競馬全国協会
- JBISサーチ
  - 2013年、2014年、2015年、2016年、2017年、2018年、2019年、2020年、2021年、2022年、2023年、2024年、2025年